# Lhamana
Lhamana – w tradycyjnej kulturze Zuni osoby o męskim ciele, które przyjmują role społeczne i ceremonialne, jakie zwykle odgrywają kobiety w ich kulturze. Noszą mieszankę odzieży damskiej i męskiej, a większość ich pracy odbywa się w obszarach zwykle zajmowanych przez kobiety Zuni. Niektórzy współczesni lhamana uczestniczą w pan-indiańskiej wspólnocie two-spirit.
Najbardziej znaną osobą lhamana był We'wha (1849–1896), który w 1886 r. był częścią delegacji Zuni do Waszyngtonu, gdzie spotkali się z prezydentem Groverem Clevelandem.

## Rola społeczna
Zapisy z początku XIX wieku wspominają, że lhamana, choć ubrani w „kobiece stroje”, byli często zatrudniani do pracy, która wymagała „siły i wytrzymałości”, takiej jak polowania na grubą zwierzynę i rąbanie drewna opałowego.
Oprócz ciężkiej pracy, niektórzy ludzie Lhamana celowali w tradycyjnej sztuce i rzemiośle, takich jak garncarstwo i tkactwo. W szczególności We'wha znano z umiejętności tkania.
Opisując lhamana używano zarówno zaimków męskich, jak i żeńskich. Pisząc o swojej przyjaciółce We'wha, antropolog Matilda Coxe Stevenson opisywała We'wha zarówno męskimi, jak i żeńskimi zaimkami.
Choć ogólnie postrzegani przez europejskich kolonistów i wielu współczesnych badaczy queer studies jako osoby homoseksualne, LGBT lub transpłciowe, Zuni lhamana, podobnie jak inne role społeczne, kulturowe i ceremonialne rdzennych plemion Ameryki Północnej, istnieją w rdzennie amerykańskiej matrycy kulturowej. Rdzenni Amerykanie piszący o tych rolach uważają, że tożsamości tych nie można sprowadzić wyłącznie do pożądania osób tej samej płci lub do przestrzegania konwencjonalnego zestawu ról płciowych, nawet współczesnych transpłciowych lub niebinarnych.